# Mata de Cuéllar
Mata de Cuéllar er en by og kommune i det centrale Spanien i provinsen Segovia. Den har et indbyggertal på 263 (2024) indbyggere.